# Soultz-Haut-Rhin
Soultz-Haut-Rhin (deutsch Sulz (Oberelsass)) ist eine französische Stadt mit 7019 Einwohnern (Stand 1. Januar 2022) im Département Haut-Rhin in der Region Grand Est (bis 2015 Elsass). Sie gehört zum Arrondissement Thann-Guebwiller, zum Kanton Guebwiller und zum Gemeindeverband Région de Guebwiller.

## Geographie
Die Stadt Soultz-Haut-Rhin liegt am Fuß der Vogesen, am Eingang des Lauchtals (auch Florival genannt), im Regionalen Naturpark Ballons des Vosges.
Die von Reben umgebene Stadt befindet sich an der elsässischen Weinstraße. Das Stadtgebiet von Soultz reicht bis zum Großen Belchen (französisch Grand Ballon), dem höchsten Gipfel der Vogesen (1424 m). Der Bahnhof Soultz (Haut-Rhin) lag an der Bahnstrecke Bollwiller–Lautenbach.

## Geschichte
Erste schriftliche Zeugnisse von Sulza, was so viel bedeutet wie „gesalzene Quelle“, lassen sich auf 667 datieren. Damals war Sulz vom Kloster Ebersmünster abhängig. 350 Jahre später (um 1015) gehörte Sulz zum Besitz des Bischofs von Straßburg, später gehörte es zum Bistum Basel. Anfang des 12. Jahrhunderts gründeten die Ritter-Mönche des Ordens des heiligen Johannes zu Jerusalem (Malteserorden) ihre Komturei im Norden von Sulz. Sulz war damals eine der zehn bedeutsamsten Komtureien des Elsass. In diesem Gebäude befindet sich heute die „Nef des Jouets“ (Spielzeug Schiff), ein Spielzeugmuseum. Um 1250 wurde eine Befestigungsmauer um Sulz errichtet; Sulz erhielt daraufhin das Stadtrecht. Zwischen 1322 und 1350 wurde die Stadt von mehreren Pestepidemien heimgesucht. Außerdem führte eine große Hungersnot 1337 dazu, dass die Bauern der Umgebung die Stadt belagerten. 1338 während der Armledererhebung und 1348/49 während der Pestpogrome wurden die jüdischen Einwohner verfolgt. Während der Pestpogrome 1489 wurde die heutige „Eglise St.-Maurice“ (Sankt-Mauritius-Kirche) fertiggestellt; der zweite Stock des Glockenturms stammt aber aus dem Jahr 1610. Während des Bauernkriegs 1525 gelang es den Bauern, mit Hilfe von Bürgern in die Stadt einzudringen und dort hauptsächlich die Klöster zu überfallen und zu plündern.
Im Verlauf des Dreißigjährigen Kriegs wurde die Stadt erneut von einer Reihe von Unglücken heimgesucht. Im Jahre 1634 wurde die Bevölkerung von einer weiteren verheerenden Pestepidemie dezimiert; viele der Überlebenden flohen aus der Stadt, in der Not, Angst und Tod herrschten. Die fast unbewohnte Stadt wurde am 4. Februar 1634 von den Österreichern eingenommen.
Der Anschluss des Elsass an Frankreich im Jahr 1648 (Westfälischer Frieden) hatte keinen Einfluss auf die Lebensweise und die politische Struktur. Die Stadt belebte sich erst wieder in der zweiten Hälfte des 17. Jahrhunderts, als neue Familien, hauptsächlich Schweizer, die vom Calvinismus vertrieben worden waren, nach Soultz zogen. Erwähnenswert ist eine Schlacht im Jahr 1652, als ein Angriff der Lothringer abgewehrt wurde. Auf ihrer überstürzten Flucht ließen die Angreifer ihre an die Stadtmauern gelehnten Leitern und ihre Gefallenen zurück. Der Spitzname der Soultzer, „Babbaschlacker“ („Brei-Lecker“), stammt ebenfalls aus dieser Zeit. Damals wurde Soultz von schwedischen Truppen belagert. Die Frauen waren alleine zurückgeblieben, während die Männer auf den Feldern arbeiteten. Als der Angriff begann, warfen die Frauen eine Mischung aus kochendem Öl und Mehl auf die Angreifer, um die Erstürmung der Stadt zu verhindern.
Um 1770 erlebte Soultz endlich eine neue Periode des Wohlstands. Mehrere Gebäude aus dieser Zeit zeugen davon. Im Zuge der Französischen Revolution wurden 1789 alle Güter der Kirche und des Adels beschlagnahmt und die Orden aufgelöst. Die Kommende des Malteserordens wurde verkauft und alle Kapellen wurden zerstört. Die meisten Wappen der adligen Familien verschwanden und sind für immer verloren. 1796 zog Bischof Marc-Antoine Berdolet als konstitutioneller Bischof nach Soultz, das somit Bischofssitz des Départements Haut-Rhin wurde. Diese Episode endete jedoch bereits 1801, als Bischof Berdolet, dem Konkordat von 1801 gemäß, seinen Rücktritt einreichen musste. Er wurde 1802 zum ersten Bischof des neugegründeten Bistums Aachen ernannt. Aufgrund des Konkordats wurde Soultz 1802 aus dem Bistum Basel herausgelöst und dem Bistum Straßburg zugeordnet.
Nachdem ein ganzes Viertel alter Häuser abgerissen worden war, wurde 1856 auf dem Marktplatz ein neues Rathaus errichtet. Aus dem Jahr 1878 stammt der mit einer Statue des Heiligen Maurizius geschmückte große Springbrunnen. Der Platz hatte damit sein heutiges Gesicht erhalten. Während des Industriezeitalters entstanden in Sulz diverse Fabriken. Eine bedeutende Seidenweberei sowie eine Gießerei brachten Wohlstand nach Sulz, infolge dessen die Einwohnerzahl auf 3000 stieg. Das Bürgertum beteiligte sich an der Urbanisierung der Stadt. 1870 ereigneten sich einige Zwischenfälle mit den anrückenden preußischen Truppen. Dr. West, der stellvertretende Bürgermeister, nahm sich das Leben wegen Meinungsverschiedenheiten mit der neuen Autorität. Im Jahre 1880 zählte Sulz 4000 Einwohner, viermal mehr als im 17. Jahrhundert. Die Bedeutung der handwerklichen Werkstätten in den Bereichen Weberei und Gießerei stieg weiter. Aus den Werkstätten wurden Fabriken; Telegraf und Telefon hielten Einzug. 1898 wurden Wasserleitungen gelegt, sodass die Haushalte von da an mit fließendem Trinkwasser versorgt waren.
Während der beiden Weltkriege des 20. Jahrhunderts lag Soultz zwischen den Fronten. Die schweren Kämpfe um den nahe gelegenen Berg Hartmannswillerkopf im Ersten Weltkrieg forderten mit mehreren Toten und vielen zerstörten Häusern ihren Tribut. 1917 stand die Stadt kurz vor der Evakuierung, diese wurde aber schließlich nicht durchgeführt. Am 17. November 1918 marschierten in Soultz wieder französische Truppen ein.
Die Wirtschaftskrise von 1932 traf die Stadt schwer. Die Arbeitslosigkeit stieg drastisch an, der Haushalt der Stadt brach zusammen.
Während des Zweiten Weltkriegs fielen wieder Granaten auf die Stadt und forderten einige Todesopfer. Die Deutschen besetzten die Stadt erneut. Die im Ort verbliebenen Juden wurden nach Südfrankreich deportiert. Am 4. Februar 1945 wurde Soultz von französischen Einheiten der 4. Marokkanischen Gebirgs-Division eingenommen.

### Demographie
| Jahr | Einwohner | Anmerkungen |
| ---- | --------- | --- |
| 1780 | –         | Stadt mit 400 Feuerstellen (Haushaltungen)                                                                          |
| 1793 | 3524      | [ 4 ] |
| 1821 | 5252      | davon 4853 Katholiken, 93 Protestanten und 306 Juden                                                                |
| 1856 | 3996      | [ 4 ] |
| 1861 | 3989      | [ 6 ] |
| 1872 | 5276      | am 1. Dezember, in 727 Häusern; nach anderen Angaben 4635 Einwohner                                                 |
| 1880 | 4603      | am 1. Dezember, auf einer Fläche von 3108 ha, in 684 Häusern, davon 4120 Katholiken, 160 Protestanten und 323 Juden |
| 1890 | 4436      | [ 6 ] |
| 1905 | 4704      | meist katholische Einwohner                                                                                         |
| 1910 | 4852      | auf einer Fläche von 3008 ha                                                                                        |

| Jahr      | 1962 | 1968 | 1975 | 1982 | 1990 | 1999 | 2007 | 2019 |
| --------- | ---- | ---- | ---- | ---- | ---- | ---- | ---- | ---- |
| Einwohner | 4750 | 4910 | 5689 | 5696 | 5867 | 6640 | 7131 | 7048 |

## Sehenswürdigkeiten
- gotische Kirche Saint-Maurice, zwischen 1270 und 1489 erbaut
- Burg Bucheneck, heute Museum
- ehemalige Komturei des Malteserordens, heute Spielzeugmuseum (Nef des Jouets)
- ehemalige Synagoge in der Rue du Temple

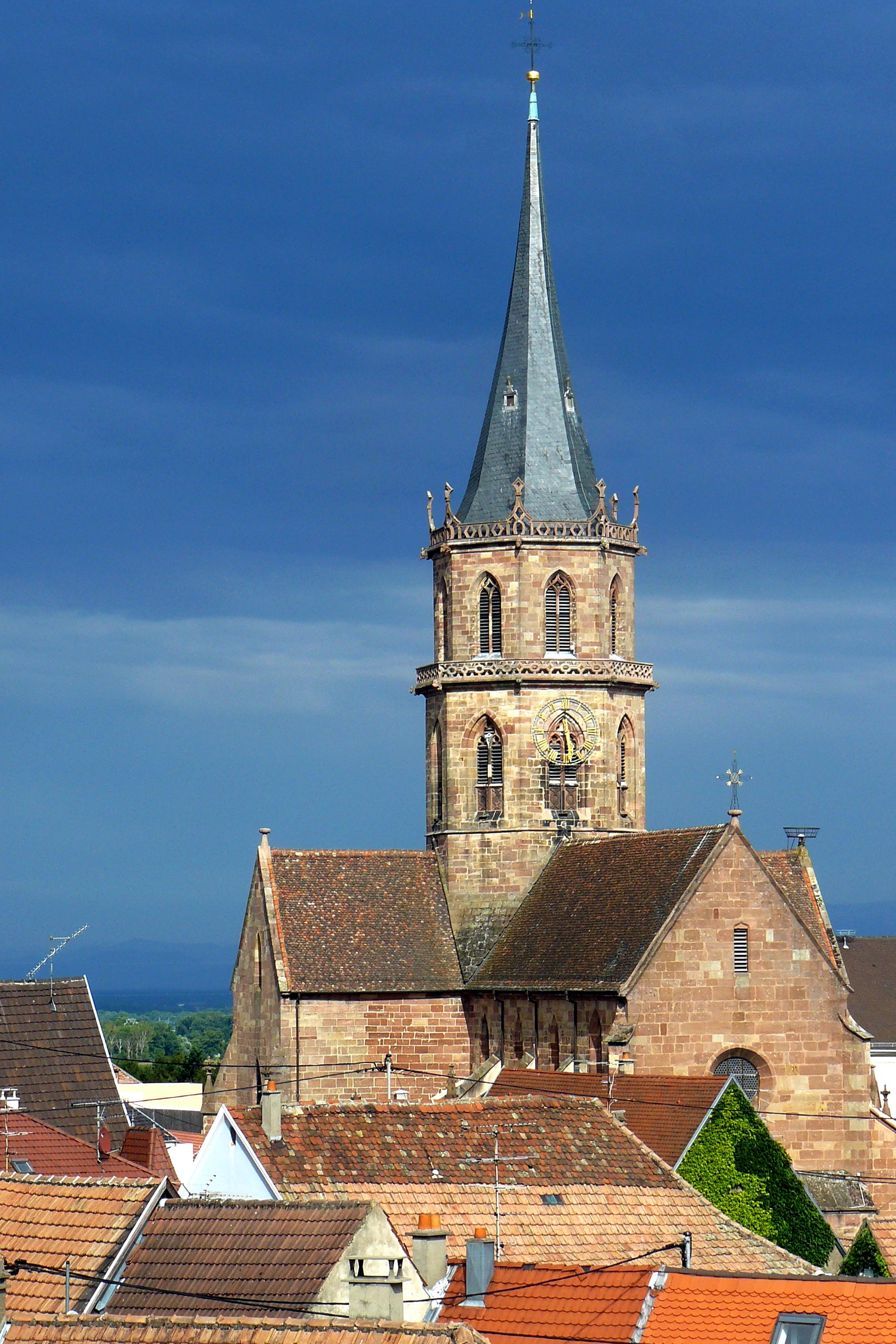
Kirche Saint-Maurice
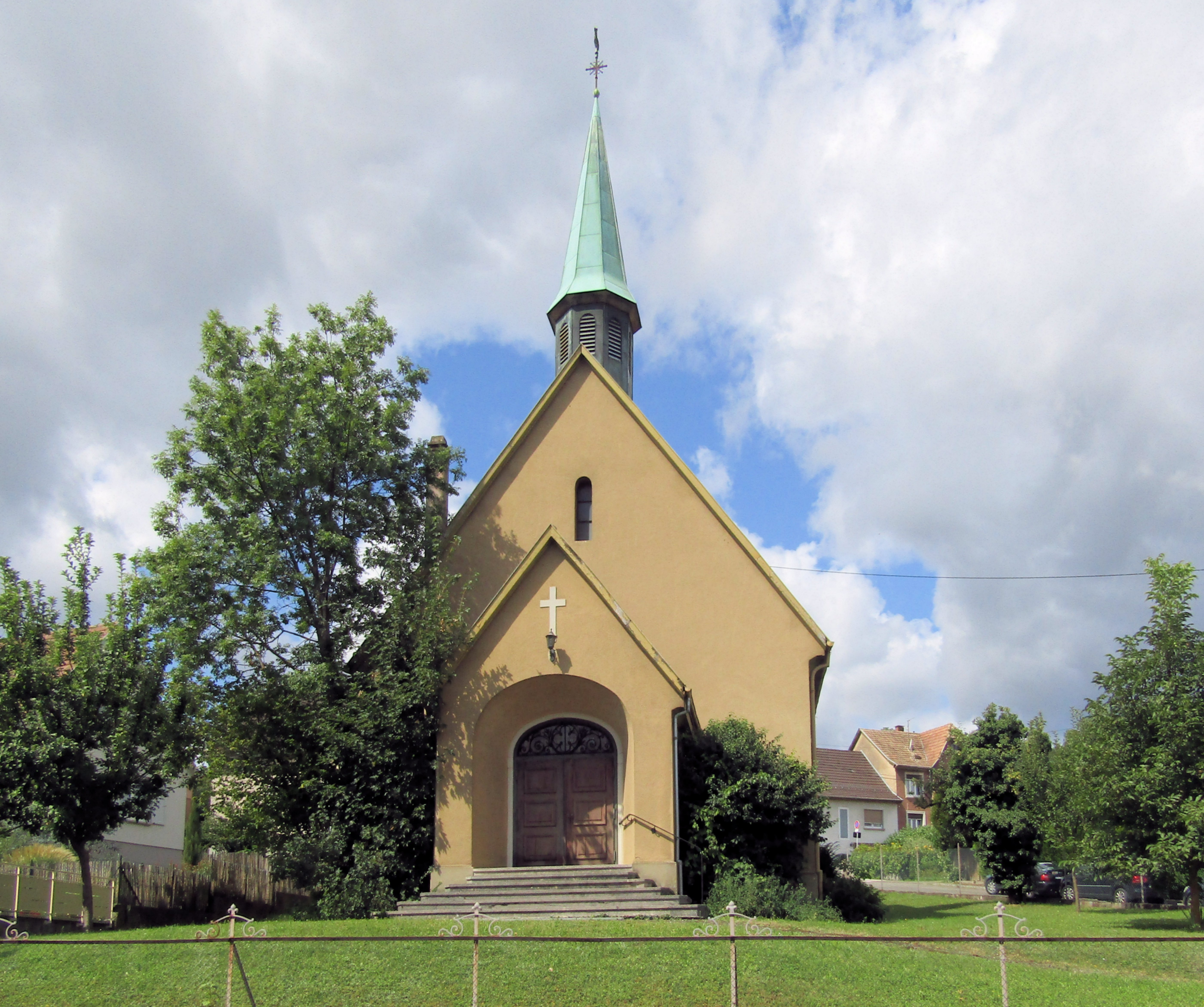
Reformierte Kirche
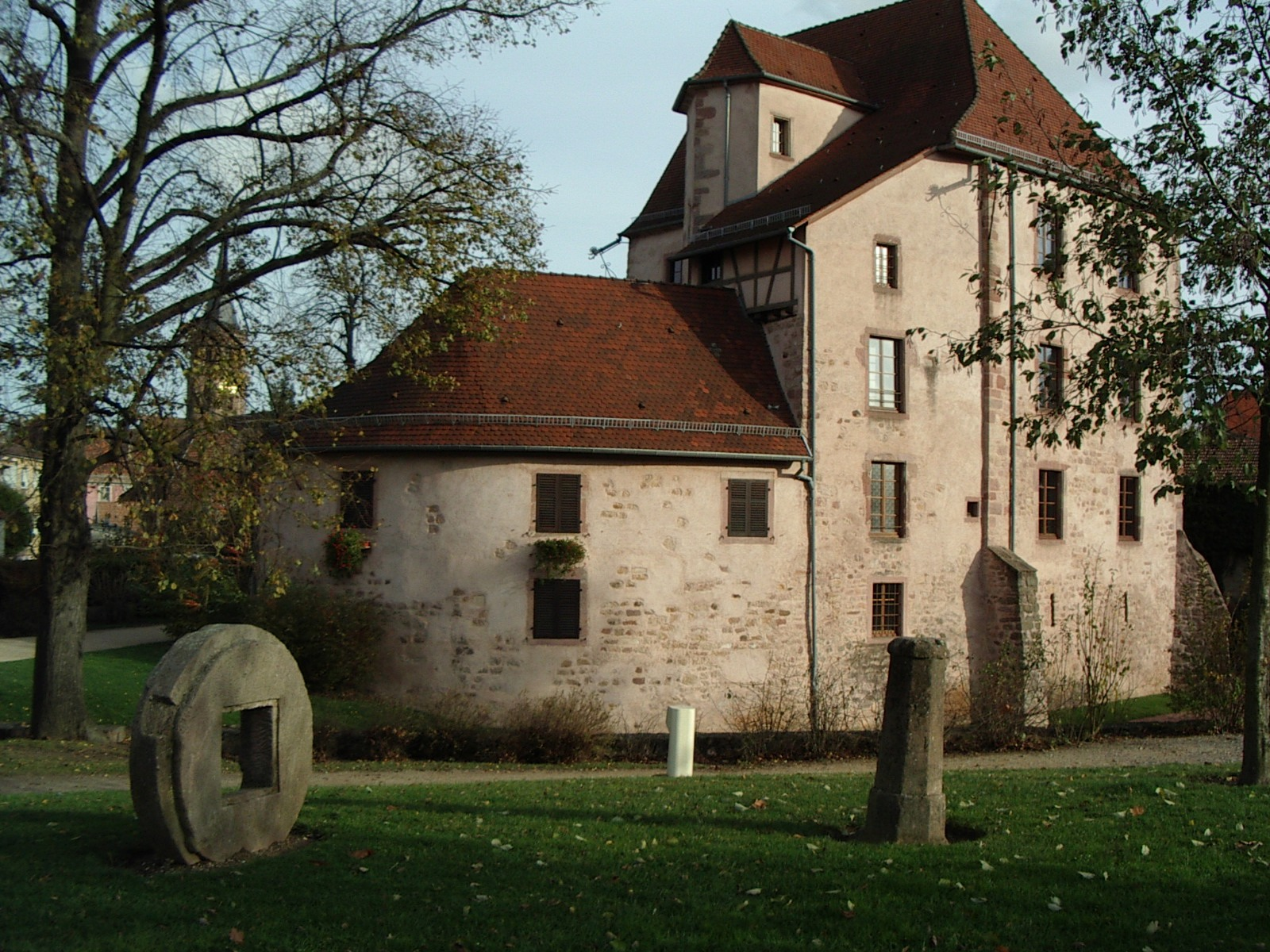
Burg Bucheneck
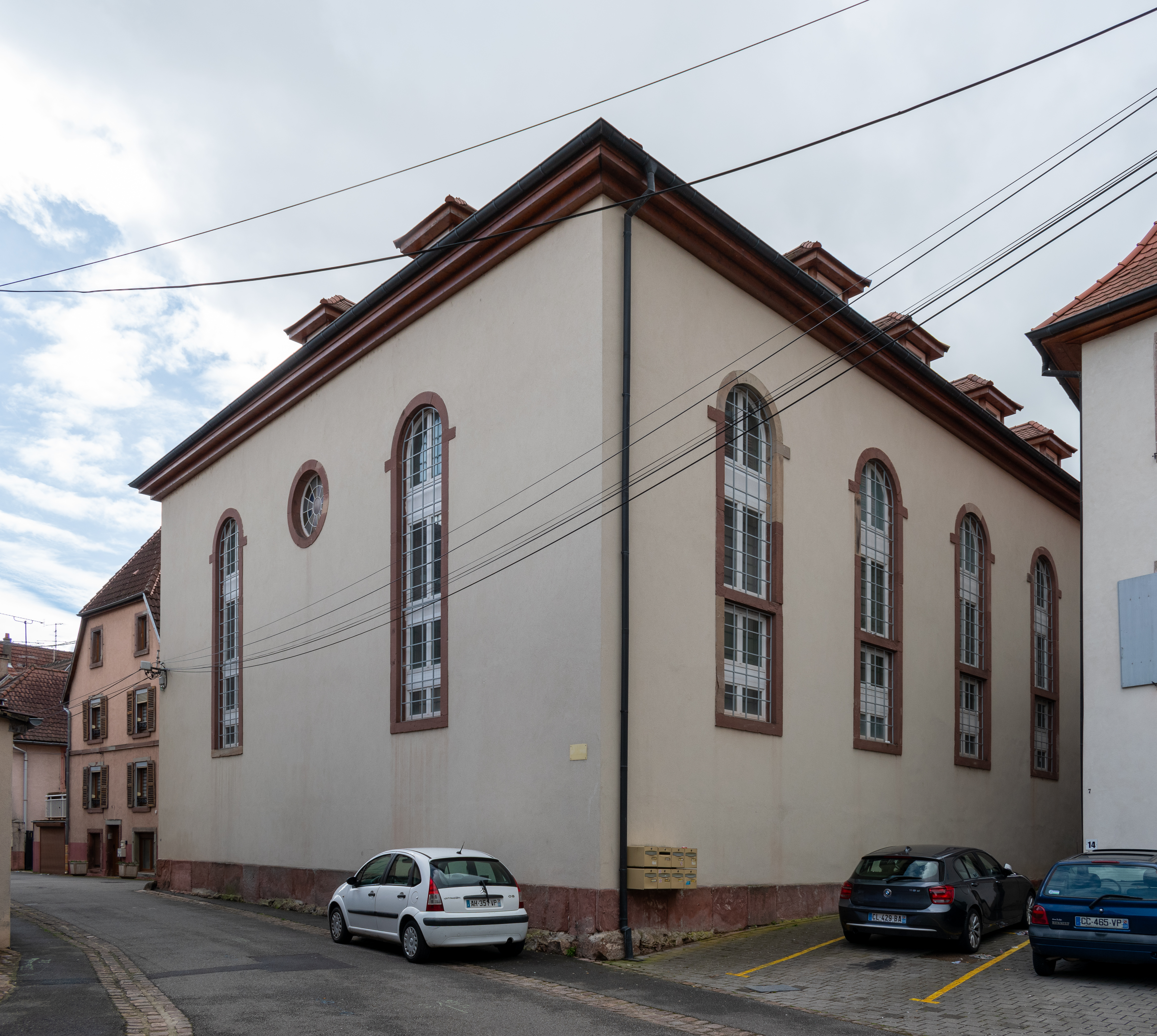
Ehemalige Synagoge
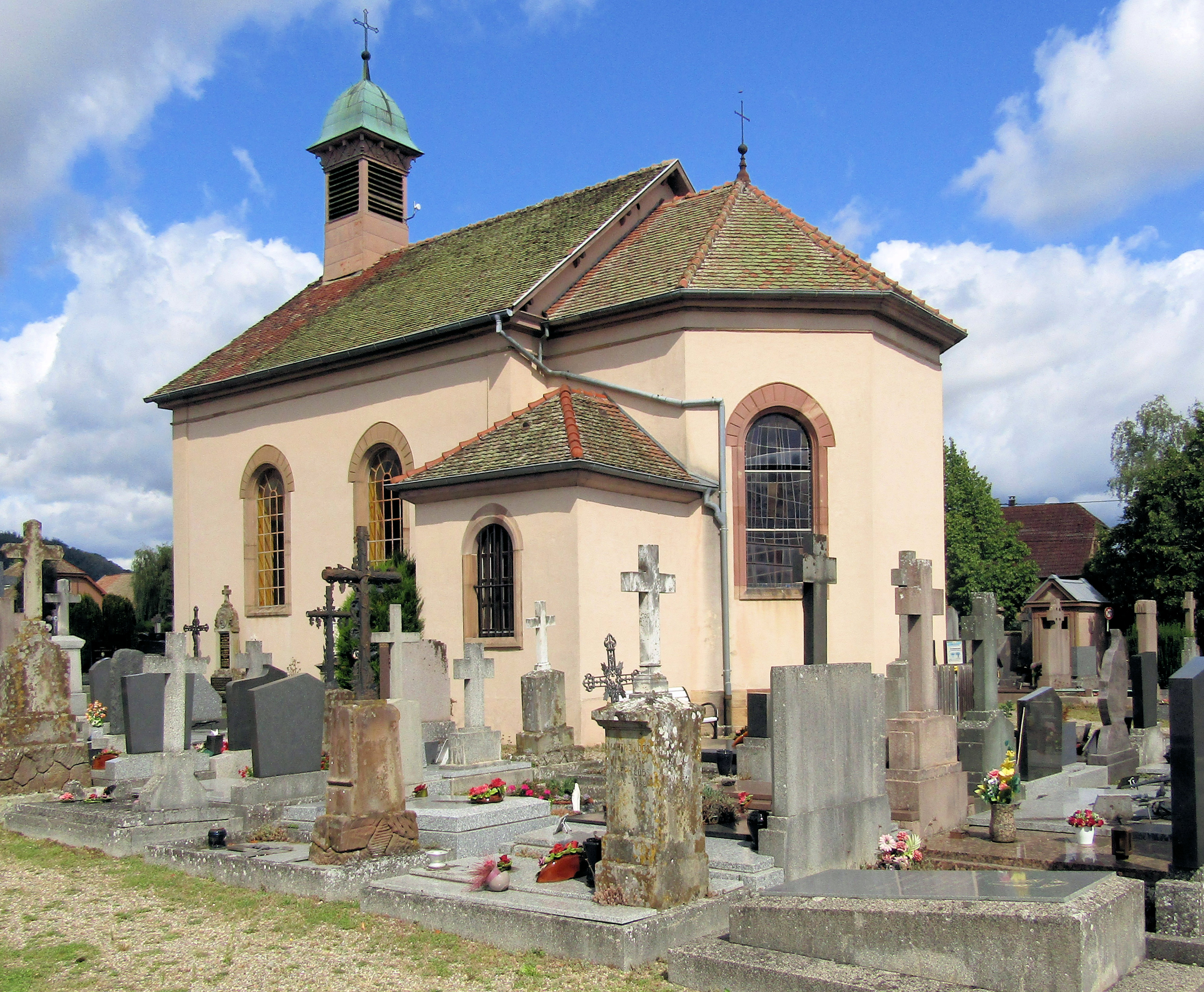
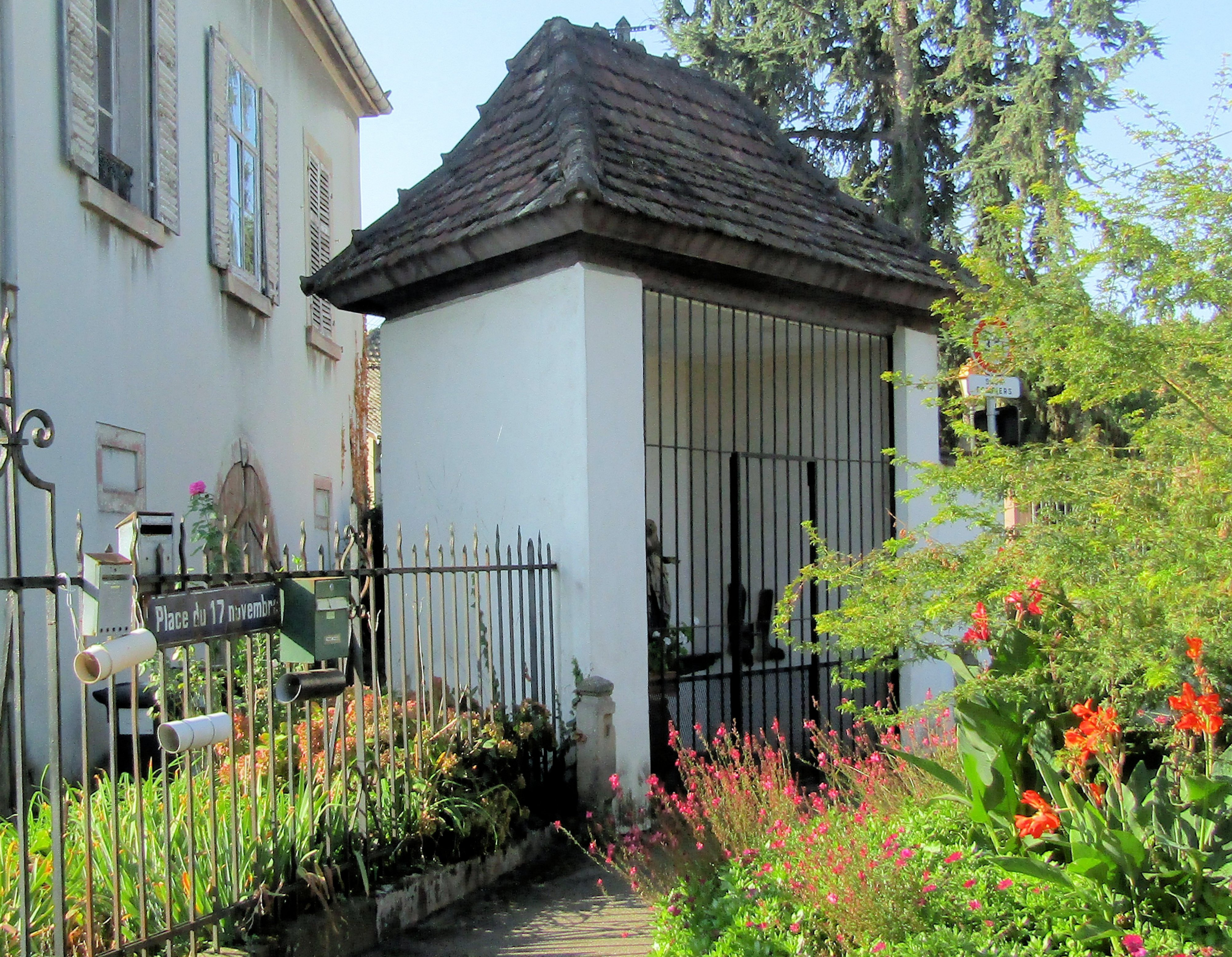
Kapelle in der Rue Saint-Georges

## Gemeindepartnerschaft
Seit 2016 ist Soultz mit der italienischen Gemeinde Bonefro in der Region Molise verschwistert.

## Persönlichkeiten
- François Jean Werlé (1763–1811), Brigadegeneral
- Eljakim Carmoly (1802–1875), Gelehrter und Literaturhistoriker
- Georges-Charles de Heeckeren d’Anthès (1812–1895), ein französischer Gardeoffizier der mit Katharina Gontscharow, der älteren Schwester der Ehefrau von Alexander Puschkin, verheiratet war. In einem Duell wurde Puschkin von seinem Schwager aus Soultz getötet.
- Auguste-César West (1810–1880), Präfekt des Départements Haut-Rhin von 1848 bis 1850, dann Präfekt des Départements Bas-Rhin bis 1855 und des Départements Haute-Garonne bis 1859
- Joseph Wertheimer (1833–1908), Rabbiner
- Eugène Bloch (1878–1944), Physiker, NS-Opfer
- Pierre Villon (1901–1980), französischer Politiker und Mitglied der Résistance
- Katia Krafft (1942–1991), Vulkanologin, wuchs in Soultz auf. Ehefrau von Maurice Krafft, ebenfalls Vulkanologe. Beide kamen 1991 bei einem Vulkanausbruch des Unzens, in Japan, ums Leben. Die Grundschule von Soultz wurde nach ihnen benannt.
- Bernard Genghini (* 1958), Fußballer

## Nachweise
1. ↑  Soultz. alemannia-judaica.de, aufgerufen am 29. Dezember 2024.
2. ↑  Sultz (Oberelsass). Aus der Geschichte der jüdischen Gemeinden im deutschen Sprachraum, aufgerufen am 29. Dezember 2024.
3. ↑  Sigmund Billings: Geschichte und Beschreibung des Elsasses und seiner Bewohner von den ältesten bis in die neuesten Zeiten. Basel 1782, S. 129–130 (books.google.de).
4. 1 2  Soultz-Haut-Rhin - statistische Angaben des Arbeitsgruppe für Demographie und Geschichte der École des hautes études en sciences sociales (EHESS), Frankreich
5. ↑  Johann Friedrich Aufschlager: Das Elsass. Neue historisch-topographische Beschreibung der beiden Rhein-Departemente, Zweiter Theil, Johann Heinrich Heitz, Straßburg 1825, S. 119 (books.google.de).
6. 1 2 3 4  Michael Rademacher: Landkreis Gebweiler, Elsass-Lothringen. Online-Material zur Dissertation, Osnabrück 2006. In: eirenicon.com.
7. ↑  C. Stockert, Das Reichsland Elsaß-Lothringen. Geographischer Leitfaden für die Höheren Lehranstalten, Friedrich Bull, Straßburg 1873, S. 53 (books.google.de) und S. 78 (books.google.de).
8. ↑  Vollständiges geographisch-topographisch-statistisches Orts-Lexikon von Elsass-Lothringen. Enthaltend: die Städte, Flecken, Dörfer, Schlösser, Gemeinden, Weiler, Berg- und Hüttenwerke, Höfe, Mühlen, Ruinen, Mineralquellen u. s. w. mit Angabe der geographischen Lage, Fabrik-, Industrie- u. sonstigen Gewerbethätigkeit, der Post-, Eisenbahn- u. Telegraphen-Stationen u. geschichtlichen Notizen etc. Nach amtlichen Quellen bearbeitet von H. Rudolph. Louis Zander, Leipzig 1872, Sp. 60 (books.google.de).
9. ↑  Statistisches Büro des Kaiserlichen Ministeriums für Elsaß-Lothringen (Hrsg.): Ortschafts-Verzeichniß von Elsaß-Lothringen.  Aufgestellt auf Grund der Volkszählung vom 1. Dezember 1880. Friedrich Bull, Straßburg 1884, S. 63, Ziffer 783 (books.google.de).
10. ↑  Sulz. 2). In: Meyers Großes Konversations-Lexikon. 6. Auflage. Band 19: Sternberg–Vector. Bibliographisches Institut, Leipzig / Wien 1909, S. 200 (Digitalisat. zeno.org).
11. ↑  Sulz, Landkreis Gebweiler, Elsass-Lothringe. In: Meyers Gazetteer. (Mit Eintrag aus Meyers Orts- und Verkehrslexikon, Ausgabe 1912, sowie einer historischen Landkarte der Umgebung von Sulz, meyersgaz.org).
12. ↑  Kreis Gebweiler, Elsass-Lothringen – gemeindeverzeichnis.de (U. Schubert, 2021)
13. ↑  L’Alsace, 20. Juli 2016